# Orlando Thunder
Orlando Thunder byl profesionální tým amerického fotbalu, který v letech 1991-1992, působil jako tým v lize WLAF, tým patřil do North American Division, ve které bylo celkem 10 týmů. Orlando Thunder se dostali do World Bowlu, který se hrál v Montrealu na stadiónu Olympic a ve kterém byli poraženi týmem Sacramento Surge 21:17. Po sezóně 1992 tým zanikl a liga měla dva roky pauzu.